# A115高速公路
A115高速公路是法国的一条高速公路，全长13千米，于2004年建成通车。A115始于Sannois，终于梅里河畔瓦兹，与A15高速相连。A115东北-西南走向，最早路段建于1976年，是法兰西岛上的高速。。